# Francisco Barbosa de Paula Pessoa
Francisco Barbosa de Paula Pessoa (Fortaleza, 23 de outubro de 1853 - 16 de abril de 1943) foi magistrado, jurista e político brasileiro.

## Biografia
Foi o filho primogênito de Vicente Alves de Paula Pessoa e de Maria Barbosa de Paula Pessoa. Pelo lado paterno, era neto do senador Francisco de Paula Pessoa e sobrinho-neto de João de Andrade Pessoa Anta, mártir da Confederação do Equador. Pelo lado materno, descendia de Frutuoso Barbosa, donatário da capitania da Paraíba.
Estudou humanidades em Sobral, no Ateneu Cearense de Fortaleza e no Recife. Matriculou-se na Faculdade de Direito de Recife em 1873, bacharelando-se em 1877, seguindo no mesmo ano para o Pará, onde se dedicou à profissão de advogado.
Por nomeação interina dos juízes de direito de Belém e de Cachoeira, exerceu por dias a promotoria nestas duas comarcas. Como suplente do juiz substituto de Belém e no exercício pleno presidiu, de agosto a setembro de 1878, a Junta Municipal de qualificação eleitoral, e organizou uma estatística dos votantes apurados, por quarteirões policiais. Vigorava então o decreto n° 2675 de 20 de outubro de 1875, que estatuiu a eleição indireta ou de dois graus.
Em Fortaleza, foi membro do Conselho de Instrução Pública. Eleito deputado à Assembléia Provincial do Ceará em três biênios consecutivos, de 1878 a 1883, fez parte de diversas comissões e apresentou, entre outros projetos, o do monte-pio obrigatório, que não foi posto em execução (Lei n.º 2009 de 6 de setembro de 1882). Nesse período também estava envolvido com a maçonaria tendo feito parte do grupo de maçons que fundaram a Loja Igualdade No. 405 em Fortaleza em 27 de junho de 1882. Em 1889 foi eleito Venerável da mesma loja maçônica, já tendo chegado ao grau 30 do Rito Escocês.
Por decreto de 12 de julho de 1884, foi nomeado procurador dos feitos da Fazenda Nacional, cargo que exerceu até 4 de fevereiro de 1890, sendo exonerado por decreto de 21 do mesmo mês e ano.
Em 10 de dezembro de 1887, casou-se com sua prima-irmã Francisca Carolina de Paula Pessoa Figueiredo, filha de sua tia Antônia Geracina de Paula Pessoa e de José Antônio de Figueiredo. Tal união veio a gerar seis filhos.
Tendo a 1ª Constituição do Ceará (de 16 de julho de 1891) criado no art. 4.º uma segunda câmara, a de senadores, e marcada a eleição para o dia 15 de agosto do mesmo ano, a oposição ao governo de então apresentou Paula Pessoa, que foi eleito e ocupou os cargos de 1.º secretário do Senado e de relator das comissões de Fazenda e Orçamento, e de Redação das Leis. Foi o autor do regimento interno do Senado, e, como relator da comissão de Orçamento, propôs o equilíbrio da receita com a despesa, medidas para a fiscalização e verdade orçamentária. Todavia, deposto o general José Clarindo de Queirós, então governador do Ceará, foi igualmente deposto o Senado, ficando o poder legislativo conferido a uma só câmara pelo Art. 6.º da 2.ª Constituição do Ceará (de 12 de julho de 1892). O Senado do Ceará reuniu-se apenas uma vez.
Entusiasta da imprensa, Paula Pessoa redigiu O Cearense, de junho de 1880 até 1892. Como advogado, publicou diversos trabalhos forenses, alguns dos quais figuraram na Exposição de Trabalhos Jurídicos, realizada pelo Instituto da Ordem dos Advogados do Brasil, em 7 de setembro de 1894 (51.º aniversário de sua fundação) e estão mencionadas no catálogo organizado e publicado pelo diretor da mesma exposição, o Dr. D. C. Vilella dos Santos.
Em 1913 foi nomeado gerente da primeira agência do Banco do Brasil em Fortaleza.